# Jun Dzsonghvan
Jun Dzsonghvan (hangul: 윤정환, handzsa: 尹晶煥, RR: Yoon Jong-hwan; 1973. február 16. –) dél-koreai válogatott labdarúgó, edző. 

## Pályafutása

### Klubcsapatban
1995 és 1999 között a Jukong Elephantsban játszott. 2000 és 2002 között a japán Cerezo Oszaka játékosa volt. 2003-ban a Szongnam Ilva Csunma csaptában szerepelt, mellyel megnyerte a koreai bajnokságot (K League 1). A 2004–05-ös szezonban a Jeonbuk Hyundai Motors, 2006 és 2007 között Japánban a Szagan Toszu együttesében játszott. 

### A válogatottban
1994 és 2002 között 40 alkalommal játszott a dél-koreai válogatottban és 3 gólt szerzett. Tagja volt az 1996. évi nyári olimpiai játékokon szereplő U23-as csapatnak és részt vett a 2000-es CONCACAF-aranykupán, a 2000-es Ázsia-kupán, a 2001-es konföderációs kupán és a 2002-es világbajnokságon.

### Edzőként
2011 és 2014 között a Szagan Toszu vezetőedzője volt. A 2015–16-os idényben az Ulszan Hyundai, a 2017–18-as szezonban a Cerezo Oszaka csapatát edzette. 2019-ben Thaiföldön dolgozott a Muangthong United csapatánál. 2020 és 2022 kötött a JEF United Csiba vezetőedzője volt.

## Sikerei, díjai
Szongnam Ilva Csunma
- Dél-koreai bajnok (1): 2003

Dél-Korea
- Ázsia-kupa bronzérmes (1): 2000